# Commission militaire révolutionnaire

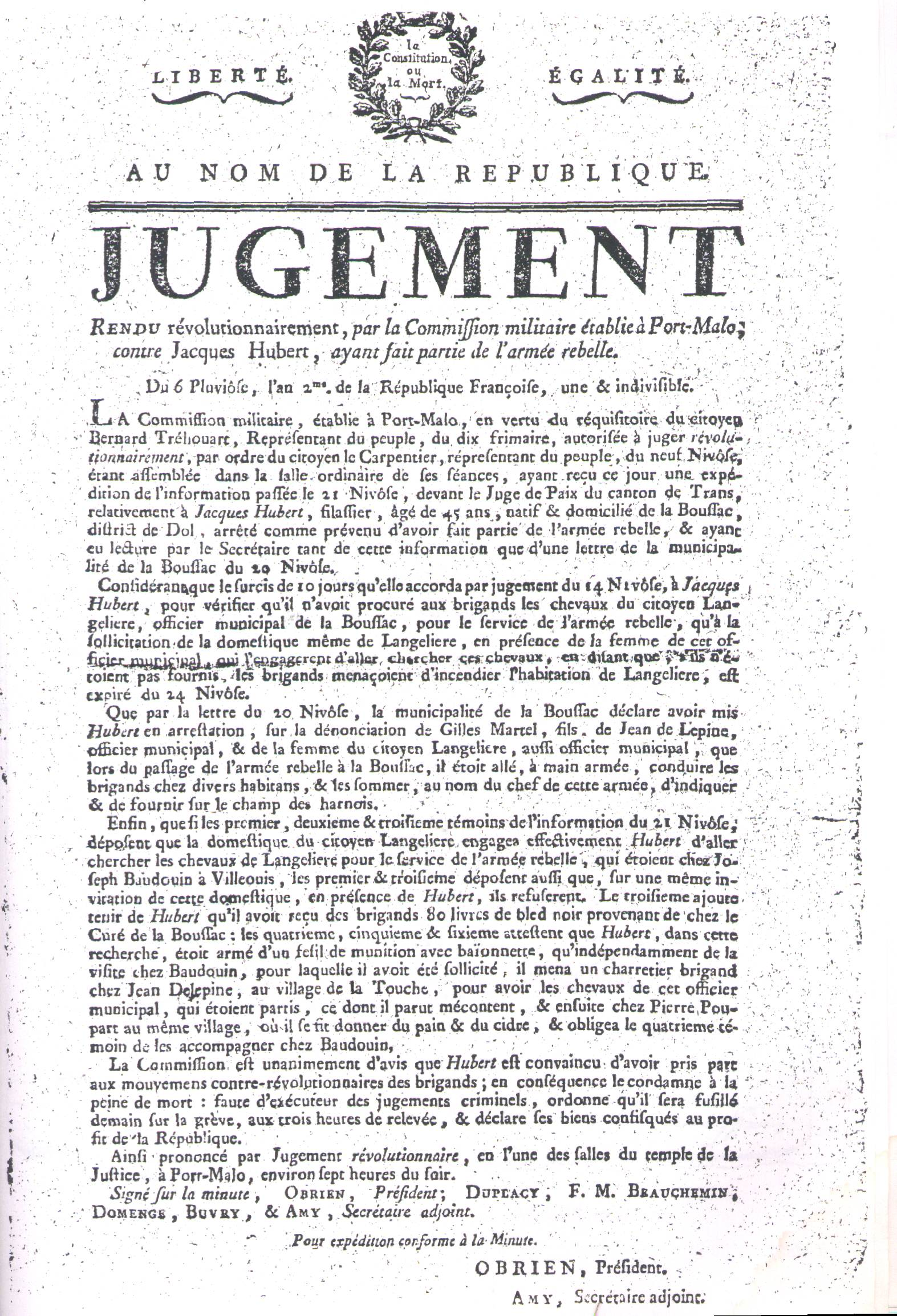
Condamnation à la peine de mort d'un habitant d'Ille-et-Vilaine accusé d'avoir fourni des chevaux aux « rebelles » en l'an II.

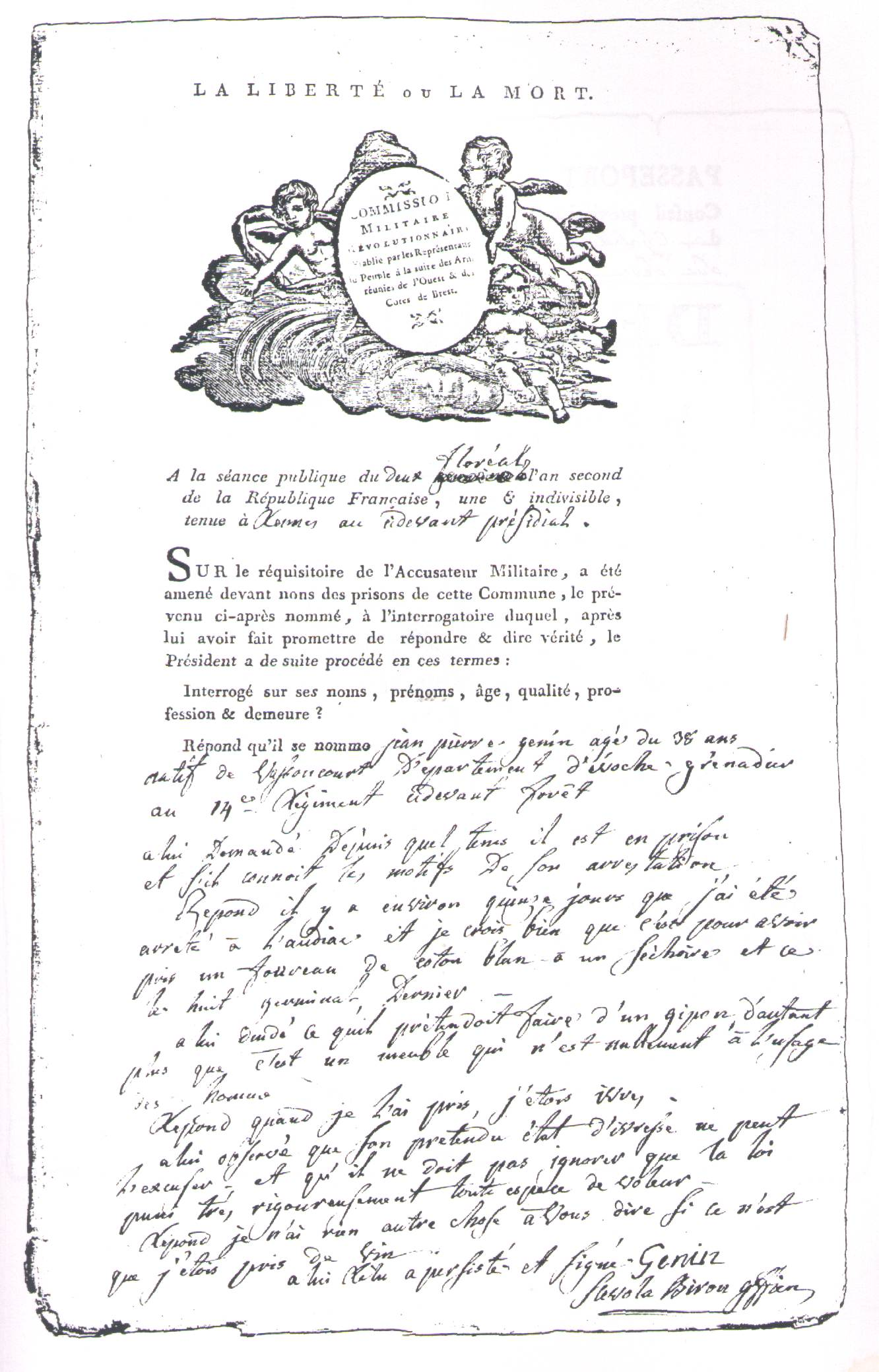
Exemple d'interrogatoire par la Commission Brutus Magnier.

Les commissions militaires révolutionnaires sont des tribunaux d'exception, distincts des tribunaux militaires, instaurés de manière transitoire sous le nom de Commissions militaires par les représentants en mission dans les départements les plus affectés de mouvements hostiles à la Révolution française, afin de juger les causes en rapport avec l'état de guerre.

## Législation (1792-1793)
Les lois du 9 octobre 1792 et du 28 mars 1793 prévoient le jugement des émigrés pris les armes à la main contre la France dans les vingt-quatre heures par une commission de cinq membres nommés par le chef d'état-major de la division de l'armée du secteur où ils ont été capturés. La seule peine encourue est la mort, son exécution étant immédiate. 60 commissions voient le jour et font plus de victimes que les tribunaux révolutionnaires.
La loi du 16 juin 1793 prévoit que les « Français ou étrangers convaincus d'espionnage dans les places de guerre ou dans les armées » seront jugés « par une Commission militaire de cinq membres comme il est décrété par la loi du 28 mars 1793 contre les émigrés pris les armes à la main », la seule peine possible étant également la mort.

## Cas de l'Ille-et-Vilaine
Ainsi, en Ille-et-Vilaine, quatre commissions ont été établies. Créée à Fougères, la première, la plus éphémère et restée sans nom, a été en activité du 19 mars 1793 à la fin d'avril. Les trois suivantes, plus connues, ont été baptisées du nom de leur premier président, ont été créées en 1793 et 1794 : la commission Frey (ou commission Vaugeois) créée par Pierre-Pomponne-Amédée Pocholle à Rennes, où elle siège d'abord, avant de se déplacer à Vitré ; la commission O'Brien créée par André Jeanbon Saint André à Saint-Malo, où elle tient ses séances ; la commission Brutus Magnier créée par Pierre-Louis Prieur, Pierre Bourbotte et Louis Turreau le 1er frimaire an II (21 novembre 1793), six jours après la victoire républicaine de Granville, à Antrain, qui ne quitte guère Rennes. La commission Frey-Vaugeois condamne le girondin Bougon-Longrais et le prince de Talmont. La commission O'Brien a jugé essentiellement des Vendéens et des « brigands » pris les armes à la main. La plus importante des quatre, la commission Brutus Magnier a surtout condamné des gens du district de Fougères,. Sur environ trois mille personnes jugées (comprenant des suspects de participation aux bandes de « brigands » ou de Chouans, des militaires accusés de désertions ou de motifs plus communs), un peu plus de 400 sont condamnées à la peine de mort,,.

## Législation de l'an III
La loi du 9 prairial an III (28 mai 1795) prévoit le jugement des prisonniers de guerre ayant quitté sans autorisation le lieu de résidence ou de détention qui leur avait été fixé par le gouvernement par une commission militaire de cinq membres. L'essentiel de cette disposition a été maintenue par le décret impérial du 17 frimaire an XIV (8 décembre 1805).
Après le coup d'État du 18 fructidor an V, la loi du 19 fructidor (5 septembre 1797) étend les mesures du 9 octobre 1792 et du 28 mars 1793 à l'ensemble des émigrés arrêtés sur le territoire de la République, la commission devant désormais être composée de sept membres nommés par le général commandant la division du secteur de leur capture.

## Personnalités
- François Bignon président de la commission Bignon (David Vaugeois, frère de Gabriel Vaugeois, est l'accusateur public).
- Brutus Magnier, président de l'une des trois commissions d'Ille-et-Vilaine.
- Pierre-Mathieu Parein du Mesnil, président de la commission créée à Angers le 10 juillet 1793 par Charles-Philippe Ronsin, puis de celle créée à Lyon le 7 frimaire an II (27 novembre 1793) par Jean-Marie Collot d'Herbois et Joseph Fouché.
- Gabriel Jérôme Sénar, président de la commission militaire de Tours.
- Gabriel Vaugeois, président de la commission « Frey-Vaugeois » à l'armée des côtes de Brest.
- Jean-Baptiste-Marie Lacombe, président de la commission militaire de Bordeaux.
- Jean Serre, natif de Brive-la-Gaillarde, homme de loi, professeur à Bordeaux, condamné et guillotiné comme contre-révolutionnaire le 9 messidor an II (27 juin 1794) à Bordeaux.
- Jean-Baptiste Volcler, accusateur public de la commission militaire révolutionnaire du département de la Mayenne